# كينتا ناماجري
كينتا ناماجري (باليابانية: 沼尻 健太) (6 مايو 1980 في يوكوهاما في اليابان – )؛ هو لاعب كرة قدم سابق كان يلعب كمدافع.